# گرینیون
گرینیون (انگلیسی: Gryneion) شهری در ترکیه است.